# Андреевское (Инальцинское сельское поселение)
Андреевское — село Борисоглебского района Ярославской области России, входит в состав Инальцинского сельского поселения. 

## География
Расположено на берегу речки Лига в 9 км на юго-запад от райцентра посёлка Борисоглебский.

## История
Местная каменная пятиглавая церковь с колокольней во имя св. Андрея Стратилата и св. пр. Сергия построена в 1825 году на средства прихожан. Ранее здесь была церковь деревянная разрушенная в 1811 году. В 1879 году в селе открыта сельская школа
В 1873 году архиепископ Ярославский и Ростовский Нил (Исакович) постановил проводить каждое лето крестный ход с иконой преподобного Иринарха Затворника, от Борисоглебского монастыря «в селения Ростовского и Угличского уезда — Кондаково, Давыдово, Ивановское-на-Лехте, Андреевское, Рождествено, Глинку». Полувековая традиция была прервана в 1924 году, возобновлена в 1997 году.
Административно-территориальная принадлежность
В конце XIX — начале XX село входило в состав Борисоглебской волости Ростовского уезда Ярославской губернии. В 1885 году в селе было 50 дворов.
С 1929 года село являлось центром Андреевского сельсовета Борисоглебского района, с 2005 года — в составе Инальцинского сельского поселения.

## Население
| 1859 | 2007 | 2010 |
| ---- | ---- | ---- |
| 266  | ↘64  | ↘51  |

## Достопримечательности
В селе расположена действующая Церковь Андрея Стратилата (1825).